# Шихэн, Билли
Уильям "Билли" Шихэн (англ. William "Billy" Sheehan; род. 19 марта 1953, Буффало, Нью-Йорк) — американский рок-музыкант, бас-гитарист-виртуоз, участник групп Talas, Mr. Big, Niacin, G3.
Стиль Шихэна отличает виртуозная трехпальцевая техника правой руки, двуручный тэппинг и игра аккордами. Пять раз он занимал первое место в опросе читателей журнала Guitar Player в категории «Лучший рок бас-гитарист». Основным инструментом Шихэна является четырехструнный бас Yamaha Billy Sheehan Attitude 4.

## Карьера

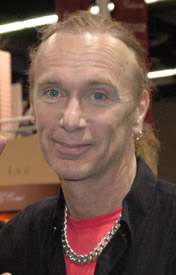
Sheehan at NAMM, Canada, 2006

### Ранние годы
В 17 лет он начал осваивать бас. Как говорит сам музыкант, в руки он взял именно этот инструмент, так как на басу играл его друг, и он не хотел от него отставать. Проводить долгие годы, изучая музыкальную грамоту, сольфеджио и т. п. в специальных заведениях, Билли не стал. Просто стал постепенно совершенствовать свою технику, играя в нескольких любительских командах. Среди музыкантов, оказавших огромное влияние на него, числятся Пол Маккартни, Джек Брюс, Крис Сквайр и Джон Энтвистл. В 1972 году, вдоволь наигравшись в любительских командах, Билли основывает свой коллектив под названием Talas. В этой группе Билли вытворял такие «фишки» на басу, которые в то время никому и в голову не могли прийти. Вскоре Talas становятся безумно популярны. В этот период Шихэн создает такие песни как «Shy Boy» и «NV43345». В последней стоит отметить просто вступление.
Проходит время и Билли покидает Talas. Примерно в это же время Van Halen покидает вокалист Дэвид Ли Рот (David Lee Roth), который хотел начать сольный проект, а группу Alcatrazz оставляет Стив Вай. Воспользовавшись столь удачным стечением обстоятельств, Дэвид Ли Рот взял под своё крыло обоих музыкантов. Так родился дуэт Вай/Шихэн или, как его называют, Power Twins.
За время пребывания Билли в David Lee Roth’s Band записано два платиновых альбома — «Skyscraper» и «Eat’Em and Smile». В течение многочисленных гастролей в составе этой группы Билли Шихэн показывает новый стандарт игры на басу.

### Mr. Big и Niacin
В конце 80-х Билли оставляет Дэвида Ли Рота и основывает другой проект, который получил название Mr. Big. В группу Шихэн пригласил талантливого гитариста-виртуоза Пола Гилберта. Известность не заставила себя долго ждать, проходит совсем немного времени, и о группе начинают много говорить. В основном благодаря мощным живым выступлениям. Такие хиты как «To be with you» и «Just Take my heart» долгое время не покидали верхние строчки чарта Billboard, а клипы на эти композиции не сходили с экранов телевизоров. Но группа продержалась недолго. Пол Гилберт в середине 90-х уходит из группы, а Билли Шихэн все больше времени посвящает другому своему проекту — Niacin.
Группа Niacin увидела свет в 1998. Это трио, которое играет довольно удачную смесь прогрессив рок и фьюжн. В состав группы также входят Дэнис Чемберс на ударных и Джон Новелло на клавишных.

### 2000-е годы
В 2001 году Билли Шихэн выпускает сольный альбом Compression. Конечно, многие ожидали услышать на нём мощные соло на басу, но музыкант отдал предпочтение ровной басовой линии в лучших традициях хард-рока. Среди композиций с этого альбома можно выделить трек «Chameleon», в записи которого принял участие Стив Вай.
Вот уже более 40 лет Билли Шихэн на сцене. В течение своей долгой карьеры, он успел поиграть во многих коллективах. Виртуозно владеет техникой игры тремя пальцами, теппингом и так далее, за что удостоен множества наград. Есть его именная модель Yamaha Attitude. Из акустических систем Билли Шихэн предпочитает Hartke.

## Дискография

### Talas
- Talas (1979)
- Sink Your Teeth into That (1983)
- High Speed On Ice (1985)
- Billy Sheehan — Talas Years (1989)
- If We Only Knew Then… (1998)
- Live In Buffalo (1998)
- Doin' It Right (EP) (1998)

### David Lee Roth
- Eat 'Em and Smile (1986)
- Skyscraper (1988)
- The Best (1997)

### Mr. Big
- Mr. Big (1989)
- Raw Like Sushi 1 (1990)
- Lean Into It (1991)
- Raw Like Sushi 2 (1992)
- Bump Ahead (1993)
- Japandemonium (1994)
- Hey Man (1996)
- Big Bigger Biggest (Greatest Hits) (1996)
- Channel V At The Hard Rock Live (1996)
- Not One Night (EP) (1997)
- Get Over It (2000)
- Superfantastic (EP) (2000)
- Static (EP) (2000)
- Deep Cuts (2000)
- Actual Size (2001)
- Live In Japan (2002)
- What if… (2011)
- ...The Stories We Could Tell (2014)
- Defying Gravity (2017)

### Niacin
- Niacin (1996)
- Live In Japan (1997)
- High Bias (1998)
- Deep (2000)
- Time Crunch (2001)
- Live Blood, Sweat & Beers (2003)
- Krush (2013)

### The Winery Dogs
- The Winery Dogs (2013)
- Hot Streak (2015)

### Sons of Apollo
- Psychotic Symphony (2017)
- MMXX (2020)

### Octavision
- Coexist (2020)

### Сольные альбомы
- Compression (2001)
- Cosmic Troubadour (2005)
- Prime Cuts (2006)
- Holy Cow (2009)